# Yangshan Containerterminal

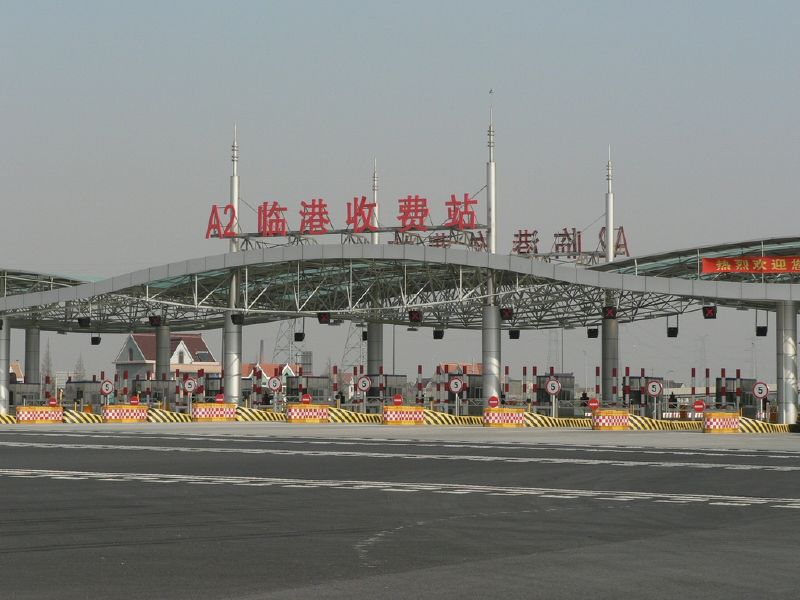
Ingang van de Yangshan Container Terminal.

De Yangshan Containerterminal, ook Yangshan Deepwater Port (Chinees: 洋山深水港) genoemd, is een diepzeewaterhaven en onderdeel van de haven van Shanghai. De haven in de Hangzhoubaai is gebouwd door landwinning rond de Yangshan-eilanden (een onderdeel van de Zhoushan-archipel). In 2010 waren 15 kades beschikbaar voor de grootste containerschepen. Het havengebied is sinds 1 december 2005 met het vasteland verbonden door de 32,5 km lange Donghai-brug, toen de langste brug over zee, die sindsdien als zeebrug enkel door de Hangzhoubaai-brug (2007) in lengte is overtroffen.

## Haven van Shanghai
Het Yangshan-project is ontstaan na onderzoek over de voorspelde groei van het vrachtverkeer over zee en de grotere derde- en vierde-generatie containerschepen. De overslag in de haven van Shanghai is na 1990 fors toegenomen vanwege de snel groeiende export van de Volksrepubliek China. De overslag in 2005 bedroeg meer dan 8,5 miljoen TEU's. Omdat Shanghai aan de monding van de Yangtze ligt, gaat al het import- en exportverkeer van de economisch zeer belangrijke Yangtze-regio via de haven van Shanghai.
Aan het einde van 1999 kon Shanghai maximaal 180 miljoen ton en 4,21 miljoen TEU overslaan per jaar. Op dat moment had de haven last van twee grote problemen:
- de waterdiepte van de Yangtze is maar 7 meter. Alle derde- en vierde-generatie containerschepen kunnen hierdoor alleen maar bij hoogtij de haven in en uit;
- de waterdiepte van de rivier Huangpu Jiang is ook maar 8 meter en bovendien is deze rivier te smal voor grote schepen. Containerschepen kunnen niet manoeuvreren of draaien.

Na onderzoek door de Shanghai Municipal Government (SMG) bleek dat rond het eiland Yangshan het water minstens 15 meter diep is, zodat zelfs vijfde- en zesde-generatie containerschepen hier in de toekomst kunnen komen. Bovendien is deze omgeving een natuurlijke schuilplaats voor schepen in het geval van een tyfoon, hetgeen in dit gebied regelmatig voorkomt in het najaar.

## Uitbouw van de haven
Het eindresultaat beslaat een aantal delen:
- een containerterminal bestaande uit 52 aanlegplaatsen, geplaatst op een groep van eilanden in de Hangzhoubaai, ten zuiden van Shanghai;
- een 32 km lange brug die Big Yangshan Island, Little Yangshan Island en de stad Luchaogang in Nanhui, Shanghai aan elkaar verbindt. De brug is een vaste zesbaansbrug met twee doorgangen voor schepen, (een voor 1.000 dwt-schepen en een voor 5.000 dwt-schepen) zodat de schepen Hangzhou Bay kunnen bereiken;
- een terminal op het vasteland voor alle faciliteiten die niet op de eilanden passen.

Door het kleine formaat van de eilanden en de rotsstructuur, zouden de kosten van de terminal aardig oplopen. Voor de eerste vijf losplaatsen was ongeveer US$ 2,8 miljard nodig. Voor het gehele complex van 52 kades was een bedrag van US$ 16 tot 18 miljard begroot.

### Fase 1
Fase 1 is in 2005 voltooid en omvat:
- vijf aanlegplaatsen voor containerschepen;
- een totale capaciteit van 2 miljoen TEU's;
- de 32 km lange Donghai-brug.

De totale investeringen voor deze fase waren 1,8 miljard dollar. De maximale maandelijkse capaciteit lag daarna op 300.00 TEU. Op 28 januari 2006 is het record van 13.350 TEU's in één dag gevestigd.

### Fase 2
Fase 2 is voltooid in december 2006:
- vier aanlegplaatsen voor containerschepen;
- 1400 meter kade;
- 640.000 m² ruimte op het land voor opslag en afhandeling van containers.

### Fase 3 en 4
Deze fases worden opgesplitst in fase 3 (met 7 bijkomende aanlegkades voltooid in 2010), fase III A, III B en fase 4. Als einddoel worden kaaiaantallen van 30 tot 52 vermeld. 15 miljoen TEU's wordt als geplande capaciteit vermeld, met afwerking tussen 2012 en 2020.

## Eigenaar
Yangshan Port is een joint venture onder toezicht van de Shanghai Municipal Government. APM Terminals, onderdeel van A.P. Møller-Mærsk Group, heeft 49% van de aandelen in handen.